# Rod Wallace
Rodney Seymour ("Rod") Wallace (Lewisham, 2 oktober 1969) is een Engels voormalig betaald voetballer die als aanvaller speelde. Wallace veroverde de Engelse landstitel met Leeds United in 1992.
Hij is de eeneiige tweelingbroer van Ray Wallace, die herkenbaar is aan een voller gelaat. Hun broer Danny Wallace is vijf jaar ouder.

## Clubcarrière
Wallace is afkomstig uit de Londense buitenwijk Lewisham. Zijn tweelingbroer Ray Wallace was ook profvoetballer voor Southampton en Leeds United. Ze stroomden samen door uit de jeugdopleiding van Southampton. Hij heeft nog een andere broer, Danny Wallace, een voormalig Engels international die net als de tweeling actief was bij Southampton doch ook bij Manchester United. Wallace speelde zeven seizoenen voor Leeds United, waarvan zes in de Premier League. Hij scoorde 152 competitiedoelpunten gedurende zijn profcarrière in Engeland en Schotland, die liep van 1987 tot 2004.

### Southampton
Wallace begon in 1987 zijn profcarrière bij Southampton aan de Engelse zuidkust. De jonge Wallace speelde er onder anderen samen met (de evenzeer nog piepjonge) aanvaller Alan Shearer, spelmaker Matthew Le Tissier, middenvelders Neil Maddison, Jimmy Case en Glenn Cockerill, verdedigers Francis Benali, Jeff Kenna en Jason Dodd en doelman Tim Flowers. Deze spelers hadden een lange en/of rijke carrière op Engelse velden. Southampton speelde in de toenmalige First Division.
Na vier seizoenen verhuisde hij op amper 21-jarige leeftijd naar First Division-club Leeds United voor een transfersom van £ 1.600.000, -.

### Leeds United
Howard Wilkinson was de succescoach van Leeds die hem in 1991 naar Elland Road haalde. Onder de vleugels van Howard Wilkinson bouwde de aanvaller een stabiele carrière uit op het hoogste niveau. Al in zijn eerste seizoen veroverde Wallace de Engelse landstitel met Leeds, waarin hij een groot aandeel had met 11 competitiedoelpunten. Lee Chapman, zijn spitsbroeder, scoorde nog vaker (16). Overige dragende spelers waarmee hij samenspeelde waren Gary McAllister (later Liverpool) en Gary Speed (later Newcastle United). Op 8 mei 1993 scoorde Wallace een hattrick tegen Coventry City op Highfield Road (3–3). Chapman verhuisde najaar 1993 via Portsmouth naar het gepromoveerde West Ham United, maar met Brian Deane, Tony Yeboah en uiteindelijk de Nederlander Jimmy Floyd Hasselbaink kreeg hij volwaardige vervangers naast zich. Wallace scoorde dat seizoen 17 competitiedoelpunten. Hij scoorde 53 doelpunten uit 212 competitiewedstrijden voor Leeds United.

### Latere carrière
In 1998 werd hij door trainer Dick Advocaat naar het Schotse Rangers gehaald. Wallace maakte gebruik van het Bosman-arrest om de transfer af te ronden. In drie seizoenen bij Rangers maakte hij 41 competitiedoelpunten uit 78 wedstrijden. Hij werd Schots landskampioen in 1999 en 2000. Voorts won hij de Scottish Cup in 1999 en 2000, en de Scottish League Cup in 1999 (een treble in 1999). In 2001 keerde Wallace terug naar de Premier League. Hij zette zijn loopbaan verder bij Bolton Wanderers, waar hij 19 competitiewedstrijden speelde en slechts drie keer scoorde. Tussen 2002 en 2004 speelde hij voor tweedeklasser Gillingham, waar hij medio 2004 stopte met voetballen.

## Erelijst
Leeds United AFC
- Football League First Division

1992
- FA Charity Shield

1992
 Glasgow Rangers FC
- Scottish Premier League

1999, 2000
- Scottish Cup

1999, 2000
- Scottish League Cup

1999